# أسينافثوكينون
أسينافثوكينون (بالإنجليزية: Acenaphthoquinone )‏ عبارة عن كينون مشتق من الأسينافثين . وهو غير قابل للذوبان في الماء ، ولكنه يذوب في الكحول . يستخدم كمادة وسطية لتصنيع الأصباغ، المستحضرات الصيدلانية ، والمبيدات الحشرية . كما أنه يستخدم أيضاً في البحث الكيميائي كعقار وكعامل علاجي .
صنفت المادة من ضمن المواد المهيجة . وله خواص مسرطنة لم يُتحق بالكامل عنه حتى الآن .